# Krempna
Krempna è un comune rurale polacco del distretto di Jasło, nel voivodato della Precarpazia.
Ricopre una superficie di 203,58 km² e nel 2004 contava 1 976 abitanti.